# Damien Molony
Damien Molony (Johnstown Bridge, 21 febbraio 1984) è un attore irlandese meglio conosciuto per aver interpretato il ruolo del vampiro Hal Yorke nella serie tv inglese Being Human.

## Biografia
Dopo aver studiato presso il Drama Centre di Londra ed aver ottenuto la laurea nel 2011, ha recitato nella tragedia di John Ford intotolata 'Tis Pity She's a Whore nel ruolo di Giovanni.
L'interpretazione di Hal nella serie tv inglese Being Human lo ha portato al suo primo lavoro televisivo. In un'intervista con il magazine inglese SFX, Molony ha dichiarato che per avvicinarsi al ruolo di Hal ha fatto delle ricerche sul comportamento dei tossicodipendenti e degli alcolisti.
In precedenza ha recitato nel cortometraggio When the Hurlyburly's Done, girato in Germania.
La quinta ed ultima stagione di Being Human è stata trasmessa nel febbraio-marzo 2013. Allo stesso tempo Molony ha recitato nella commedia If You Don't Let Us Dream, We won't Let You Sleep al Royal Court Theatre.

## Filmografia

### Cinema
- Kill Your Friends, regia di Owen Harris (2015)
- Tiger Raid, regia di Simon Dixon (2016)
- Edison - L'uomo che illuminò il mondo (The Current War), regia di Alfonso Gomez-Rejon (2017)

### Televisione
- Being Human – serie TV, 14 episodi (2012-2013)
- Ripper Street – serie TV, 7 episodi (2013)
- Suspects – serie TV, 23 episodi (2014-2016)
- Clean Break – serie TV, 4 episodi (2015)
- Crashing – serie TV, 6 episodi (2016)
- GameFace – serie TV, 12 episodi (2017-2019)
- Brassic – serie TV, 31 episodi (2019-2023)
- The Split – serie TV, 11 episodi (2020-2022)
- Derry Girls – serie  TV, episodio 3x2 (2022)
- The Great – serie TV, episodio 3x10 (2023)
- Non dire niente (Say Nothing), regia di Michael Lennox, Mary Nighy e Anthony Byrne – miniserie TV, puntate 5-7 (2024)